# Chiara Fancelli
Chiara Fancelli  (Fiesole, 1470 env. - Florence, 1541) est une dame florentine connue pour avoir été l'épouse du peintre italien Le Pérugin.

## Biographie
Chiara Fancelli, dont la date de naissance et le lieu ne sont pas connus avec précision, est la fille de l'architecte Luca Fancelli.
Le 1er septembre 1493 à Fiesole Chiara Fancelli épouse Le Pérugin, avec lequel elle a eu cinq enfants (trois garçons et deux filles), en lui portant une dot de cinq cents florins d'or. Elle s'est établie à Florence  et son portrait, visage rond, bouche étroite et menton effilé est devenu progressivement, à partir de 1494, l'effigie de la Vierge dans les tableaux de son époux.
Le 6 octobre 1524 elle a écrit à Isabelle d'Este pour lui proposer une peinture Mars et Vénus surpris par Vulcain de son défunt mari, celle-ci a refusé l'offre.
Elle meurt à Florence le 21 mai 1541 et fut ensevelie dans le cloître des morts de la basilique della Santissima Annunziata.